# Nitocra reunionensis
Nitocra reunionensis är en kräftdjursart som beskrevs av Bozic 1969. Nitocra reunionensis ingår i släktet Nitocra och familjen Ameiridae. Inga underarter finns listade i Catalogue of Life.